# ترور (فیلم ۱۹۷۷)
ترور (به دانمارکی: Terror) یک فیلم جنایی دانمارکی ساخته سال۱۹۷۷ به کارگردانی گرد فردهلم و با بازی هنینگ پالنر است.